# Iványi Tibor
Iványi Tibor, születési nevén Lautenbach Tibor Jenő (Budapest, 1928. július 19. – Budapest, 2009. november 17.) metodista lelkész, a Magyarországi Evangéliumi Testvérközösség alapítója és első elnöke.

## Útja a lelkészi felszentelésig
Iványi (Lautenbach) István (1886–1957) evangélikus vallású magánhivatalnok és az izraelita vallású Freund Mária  gyermekeként született. Középiskolai tanulmányait részben a Budapesti Evangélikus Gimnáziumban végezte. A második világháborút követő magyarországi ébredés időszakában jelentkezett a Magyarországi Metodista Egyházban lelkészi szolgálatra. A világháborút súlyos veszteségekkel átvészelő egyház missziójába vele egy időben fiatalok egész sora kapcsolódott be, így Sinka Magdolna – Iványi Tibor későbbi felesége –, Sinka György, Szabó Andor, Varga Cecília és Wladár Antónia. 
Az apai ágon evangélikus családból származó Iványi Tibor 17 évesen került a Pesti Metodista Gyülekezetbe (V. ker. Felső erdősor 5.), Szécsey János igehirdetése nyomán itt jutott élő hitre, és itt kapott elhívást a lelkészi szolgálatra. 1947-ben 19 éves fiatalemberként Szolnokra helyezték, ahol kilenc éven keresztül gyülekezetalapítási missziót folytatott, ő lett az egyház Szolnoki Körzetének megalapítója. Az 1949-es diakónusszentelést követően, 1956-ban Ferdinand Sigg metodista püspök szentelte fel lelkésszé Budapesten, a Pesti Metodista Gyülekezetben, Szabó Andorral, Szuhánszki Jánossal és Wladár Antóniával együtt.

## Egyházi szolgálatai 1974-ig
1957-ben Hecker Ádám metodista szuperintendens a Nyíregyházi Körzet lelkészévé nevezte ki, amelyet tizennégy éven keresztül vezetett. Szolnoki szolgálata idején öt, Nyíregyházán hat gyermeke született.

## Egyházi szolgálatai 1974-től haláláig
1973-ban az Állami Egyházügyi Hivatallal kialakult konfliktusa miatt az egyház a Miskolci Körzet vezetésével kívánta megbízni. Az áthelyezést azonban – azt személye elleni támadásként értelmezve – nem tudta elfogadni. 1974-ben két lelkésztársával, valamint két diakónussal és a hozzájuk kötődő hívekkel együtt kivált az egyházból. A csoport 1981-ben kapott állami elismerést Magyarországi Evangéliumi Testvérközösség néven. Az Evangéliumi Testvérközösség elnöke 2009-ben bekövetkezett haláláig Iványi Tibor volt. Elnökségi szolgálatának idejéhez köthető az egyház kiterjedt oktatási és szociális intézményhálózatának kialakítása, valamint többek között az Oltalom Karitatív Egyesület, a fővárosi Hajléktalan Szálló, Népkonyha, Kórház, és a Wesley János Lelkészképző Főiskola megalapítása.

## Művei
- Az elszéledt nyáj reménysége. Igehirdetések; Wesley, Budapest, 2008